# Besthorpe, Norfolk
Besthorpe är en ort och civil parish i Storbritannien.   Den ligger i grevskapet Norfolk och riksdelen England, i den sydöstra delen av landet, 140 km nordost om huvudstaden London. Besthorpe ligger 38 meter över havet och antalet invånare är 561.
Terrängen runt Besthorpe är platt. Runt Besthorpe är det ganska tätbefolkat, med 111 invånare per kvadratkilometer. Närmaste större samhälle är Attleborough, 1,2 km väster om Besthorpe. Trakten runt Besthorpe består till största delen av jordbruksmark.